# Revolution (serie de televisión)
Revolution es una serie de televisión de ciencia ficción postapocalíptica estadounidense que se estrenó el 17 de septiembre de 2012 en la cadena NBC. La cadena ordenó la serie en mayo de 2012. Fue creada por Eric Kripke y producida por J. J. Abrams y Bryan Burk. Jon Favreau, director de Iron Man dirigió el episodio piloto. En España se estrenó en el canal de pago Syfy y después en abierto a través de La Sexta. En Latinoamérica se estrenó a través de Cinemax.
El 26 de abril de 2013, NBC renovó la serie por una segunda temporada de 22 episodios. La segunda temporada se estrenó el 25 de septiembre de 2013. El 9 de mayo de 2014 la serie fue cancelada por NBC después de 2 Temporadas y 42 Episodios, El final de la serie se emitió el 21 de mayo de 2014. Aunque se planea hacer dos capítulos especiales para la edición especial Blu-ray.

## Argumento
Revolution tiene lugar en un futuro en el cual, quince años atrás, un fenómeno desconocido dejó inservible todo aparato eléctrico avanzado, desde ordenadores a motores de automóviles o baterías. La gente debe adaptarse a un mundo sin tecnología, y bajo el control de caudillos militares y milicias formadas ante la caída de los gobiernos centrales. La serie se centrará en la familia Matheson, que parece poseer un elemento clave no solo para descifrar lo ocurrido hace quince años, sino también para poder revertir sus efectos. Sin embargo, deben escapar de la persecución de señores de la guerra y milicianos que quieren hacerse con ese elemento.
Frase de Apertura: 

Vivíamos en un mundo eléctrico, todo dependía de la electricidad, y de repente, se fue. Todo dejó de funcionar y no estábamos preparados. El miedo y la confusión dieron paso al pánico. Los más afortunados escaparon de las ciudades. Cayeron los gobiernos. Las milicias tomaron el poder controlando los alimentos y acaparando las armas. Seguimos sin saber la causa del apagón, pero esperamos que aparezca alguien y nos muestre el camino.

Existen dos antecedentes en la literatura de ciencia ficción que se aproximan desde distintas temáticas, al argumento de la serie Revolution. Uno es Destrucción (Ravage en el original) de René Barjavel, y el otro es Malevil de Robert Merle (ambas novelas ambientadas en Francia). La primera transcurre en una París altamente tecnológica que, al igual que el mundo, es sorprendida por un apagón general que la devuelve a la Edad Media; la segunda se centra en el Apocalipsis nuclear que golpea a un grupo de viñateros que viven en un malevil en la campiña francesa. En los dos casos la trama desarrolla el después del acontecimiento, el intermedio de sucesos y la reorganización final de la sociedad.

### Temporada 1 (2012–13)
Todo comienza cuando Ben Matheson le advierte a su hermano Miles que la electricidad se apagará para siempre, lo cual sucede unos segundos más tarde. 15 años después, el oficial Neville de la milicia mata a Ben Matheson y secuestra a su hijo, Danny Matheson. La hermana de Danny, Charlie, va a buscarlo con ayuda de Aaron, un amigo de Ben, y Maggie, la novia de Ben, y los tres se reúnen para buscar a Danny, junto con Nate, un chico que terminará traicionándolos. En el camino se encuentran con Nora Clayton, una rebelde que se une en su viaje. Maggie es asesinada y Miles, Charlie, Aaron y Nora siguen el rastro de Danny mientras que Aaron descubre que un pendiente que le dio Ben antes de morir sirve para hacer funcionar la electricidad de nuevo. Al mismo tiempo vemos que aparece Grace, una mujer afroamericana que es capturada por Randall, un empresario que sabe mucho sobre el proyecto que hizo que la electricidad desapareciera.
Tras descubrir que Rachel Matheson, la madre de Danny, sigue viva, los chicos van en una misión suicida a la base de Monroe y después de un enfrentamiento entre Miles y Monroe (quienes eran grandes amigos en el pasado), Miles, Rachel, Danny, Charlie, Nora y Aaron logran huir y llegan a una base rebelde, donde muere Danny. Al mismo tiempo, Nate, quien en realidad se llama Jason, se niega a asesinar a alguien enfrente de su padre; Tom Neville, y este lo hace pasar por muerto y lo hace huir de su casa. Randall aparece en la milicia y le ofrece un trato a Monroe, el cual termina haciendo que Tom vaya a una misión suicida y deserte de la milicia.
Rachel toma del cuerpo de Danny una pequeña cápsula y se separa del grupo con Aaron en una misión especial de activar la energía otra vez, y ahí es cuando vemos que la nanotecnología es lo que hizo que la electricidad no funcione. Mientras, Miles, Charlie y Nora se unen a una nación presidida por Georgia, donde Foster contrata a Neville. Neville y Jason se reencuentran y en el final de temporada todos van a la torre, donde intentan reactivar la electricidad y en el camino Nora fallece. Rachel y Aaron reactivan la energía eléctrica y Randall lanza dos misiles en contra de dos de las naciones, y finalmente se suicida. Lejos de allí, en Guantánamo, el presidente de los Estados Unidos es avisado que Randall ha muerto cumpliendo exitosamente su misión, y que ya pueden volver a casa a reconstruir su gobierno y Estado.

### Temporada 2 (2013-14)
La segunda temporada continua seis meses después de lo sucedido en el final de la primera temporada. Aaron no pudo detener los misiles en La Torre a tiempo y Atlanta y Filadelfia fueron destruidas. Ahora, todos los protagonistas se encuentran en diferentes situaciones: Miles, Aaron y Rachel viven en un pueblo con el padre de Rachel, Gene Porter; Charlie esta en busca de Monroe, aunque no es la única ya que también lo están buscando unos cazarrecompensas que son enviados por gente misteriosa; Neville y Jason buscan a Julia pero todo indica que ella murió en la explosión. Con el regreso del gobierno de América todos se enfrentan a una nueva a amenaza incluso peor que Monroe: los patriotas. Los patriotas intentan gobernar y regresar América a como era antes. Mientras Charlie, Aaron, Rachel y Miles tienen aventuras y desventuras peleando contra los patriotas, Monroe se une a estos en contra de los patriotas. Además, Monroe intenta encontrar a su hijo con ayuda de Miles, pero las cosas no salen tan bien. Aaron al mismo tiempo conoce y se enamora de una chica, Cynthia, y poco a poco, tras misteriosos eventos, descubre que la nanotecnología sirve a Aaron desde que seis meses antes los liberara en la torre negra. Por otro lado, Neville y Jason se enlistan con los patriotas pretendiendo acabar con ellos desde adentro, pero pronto descubren que Julia está viva y ahora está casada con un hombre de alto mando, juntos intentan derrocar a los patriotas.

## Reparto

### Personajes principales
- Billy Burke como Miles Matheson.[7]
- Tracy Spiridakos como Charlie Matheson.[7]
- J.D. Pardo como Jason Neville (Temporada 1-2)
- Zak Orth como Aaron Pittman.[7]
- David Lyons como General Sebastián "Bass" Monroe.[7]
- Giancarlo Esposito como el capitán Tom Neville.[7]
- Elizabeth Mitchell como Rachel Matheson.[7]

### Personajes recurrentes
- Malik Yoba como Jim Hudson (Temporada 1-).
- Leland Orser como John Sanborn (Temporada 1-).
- David Meunier como Will Strausser (Temporada 1-).
- Maureen Sebastián como Priscilla Pittman (Temporada 1-).
- Leslie Hope como Kelly Foster (Temporada 1-).
- Maria Howell como Grace Beaumont (Temporada 1-).[7]
- Kim Raver como Julia Neville (Temporada 1-).
- Tim Guinee as Ben Matheson (Temporada 1-).[7]
- Mat Vairo como Connor Monroe (Temporada 2-).
- Jessica Collins como Cynthia.
- Patrick Heusinger como Adam.
- Steven Culp como Edward Truman.
- Jim Beaver como John Franklin Fry.
- Matt Ross como Titus Andover.
- Željko Ivanek como Dr. Calvin Horn
- Cotter Smith como Presidente Jack Davis.
- Christopher Cousins como Víctor Doyle.
- Katie Aselton como Duncan Page.
- Daniel Henney como Peter Garner.

### Reparto antiguo
- Anna Lise Phillips como Maggie  (Temporada 1).[7]
- Graham Rogers como Danny Matheson  (Temporada 1).[7]
- Mark Pellegrino como Jeremy Baker  (Temporada 1).
- Daniella Alonso como Nora Clayton  (Temporada 1).[7]
- Colm Feore como Randall Flynn (Temporada 1).

## Naciones y facciones

### República Monroe
Son guiados por el presidente y comandante general Sebastián Monroe. La República Monroe parece ser una dictadura militar que cubre lo que solía ser la parte noreste de los Estados Unidos. Se ha anexado algunas partes del sureste de Canadá, incluyendo partes de Quebec, y toda Nuevo Brunswick y Nueva Escocia. La capital de la República Monroe era Filadelfia, con el Salón de la Independencia sirviendo como el edificio del capitolio. La ciudad es destruida por un misil nuclear en la segunda temporada. La frontera occidental es el río Misisipi desde el oeste del Lago Superior al Río Ohio. La frontera sur parece ser el río Ohio, continuando hasta la frontera occidental de West Virginia, va hacia el sur hasta la frontera sur de Virginia, y luego en diagonal (posiblemente siguiendo el río Roanoke) a Albemarle Sound en Carolina del Norte. La frontera del este con el Océano Atlántico desde Albemarle Sound a Nueva Escocia, Nuevo Brunswick y el Golfo de San Lorenzo. La frontera norte parece coincidir con el límite norte de los antiguos Estados Unidos desde Duluth a través de los Grandes Lagos, pero luego sigue una línea más al norte a lo largo del río San Lorenzo hasta el Atlántico. La principal fuerza militar de la República Monroe Monroe es la milicia.

### Federación de Georgia
La Federación de Georgia ("Georgia") era una nación próspera que lideraba la presidenta Kelly Foster, cubre lo que sería el sureste de Estados Unidos. La capital de la Federación de Georgia fue Atlanta. Georgia tenía una relación tensa con la República Monroe que terminó en guerra. La frontera norte parece ser el río Ohio, continuando hasta la frontera occidental de West Virginia, va hacia el sur hasta la frontera sur de Virginia, y luego en diagonal (posiblemente siguiendo el río Roanoke) a Albemarle Sound en Carolina del Norte. Las fronteras del este y del sur son el Atlántico y el Golfo de México, de Albemarle Sound que forma parte a través de Luisiana. La frontera occidental es el río Misisipi desde el río Ohio hacia el sur hasta aproximadamente Baton Rouge, después con rumbo sur hasta el Golfo de México. El bombardeo atómico de Atlanta por Randall Flynn desató una crisis masiva de refugiados, con al menos un campo de su creación en Savannah, Georgia.

### Texas
Texas ha tenido tensiones con la República Monroe durante al menos un tiempo después del apagón, pero, siempre que iban a perder, la República Monroe no quería ir a la guerra con ellos. La frontera oriental de Texas es el río Misisipi desde el río Arkansas hacia el sur, hasta aproximadamente el río Atchafalaya, después con rumbo sur hasta el Golfo de México. El punto es claro al sur de los mapas mostrados en el show (que se extiende más al sur de lo que el mapa hace), sino que se extiende hasta bien entrado lo que solía ser México. La frontera occidental coincide con la frontera occidental del estado de Texas, al norte del Río Grande, sino que se extiende al oeste de la diagonal a medio camino entre El Paso / Juárez y Big Bend hasta el Golfo de California. Los Rangers de Texas se han convertido en una especie de fuerza policial militar en el país. En la segunda temporada, un clan de guerra de la Nación de las Llanuras entra en el territorio texano.

### Nación de las Llanuras
La Nación de las Llanuras está dominada por varias tribus individuales que dictan sus propias leyes. La gente de la Nación de las Llanuras viven en tribus, similares a las de los nativos americanos. Eventualmente, todos los personajes principales viajan en la Nación de las Llanuras para llegar a un centro de DOD en Colorado Springs conocido como "La Torre negra". La parte sur de la provincia canadiense de Manitoba ha sido anexionada por la Nación de las Llanuras.

### California
Poco se sabe acerca de la Commonwealth de California, con excepción de que el jefe del estado es una mujer conocida como Gobernadora Affleck. Monroe decidió enviar a Jason Neville con un emisario a California antes de que el Mayor Neville lo convenciera de no enviar a su hijo. Se desconoce si el emisario fue enviado o qué relación tiene la República Monroe con California. California ocupa la totalidad de la tierra de los estados de Baja California Sur, Baja California, California, Oregón y Washington, así como partes de Nevada y Idaho. La frontera norte no está clara, ya que se extiende más allá del borde del mapa, pero parece extenderse en la Columbia Británica.

### Baldío
El desierto no se menciona en el programa, solo se muestra en el mapa. Al parecer, para ocupar partes de México, Utah, Nevada y Idaho, así como todos los de Nuevo México y Arizona. En su mayoría se limita la Commonwealth California en el oeste, y la Nación de las Llanuras en el este, y Texas en el suroeste.

## Otras naciones fuera de los Estados Unidos

### Europa
La presidenta Foster de la Federación de Georgia declaró que su país tiene un comercio establecido con Inglaterra. El destino de la mayoría de otras naciones del mundo no se menciona específicamente, pero Miles menciona que la Federación de Georgia hizo su comercio con los países europeos y algunos otras naciones extranjeras. El mundo también se ve en la vista de satélite en la Torre como ciudades del mundo son, posiblemente, abandonadas o no. Por tanto, se da a entender que otras naciones sigan existiendo en alguna forma.

### América del Norte
México al parecer es una nación próspera en el mundo sin energía, como se menciona en el episodio 10 de la segunda temporada, y tienen un gran muro de hormigón de altura para mantener a los tejanos y californianos fuera de su nación rica. Miles tiene que fingir para entrar a la República Mexicana, que parece estar intacta. Sebastián Monroe bromea sobre el "sueño mexicano" cuando roban un vehículo para entrar en México. A pesar de su riqueza, un mapa de la serie muestra gran parte del norte de México ocupada por las naciones americanas. México e Inglaterra son los únicos países cuyo destino se menciona en la serie.
El mismo mapa proporcionado por la serie sugiere que las naciones post-americanos no han invadido u ocupado las provincias canadienses de la Isla del Príncipe Eduardo, Ontario, Alberta y Saskatchewan, ya que tienen con la totalidad o parte de las otras provincias. Sin embargo, no se indica si estas provincias supervivientes continuará funcionando como entidades políticas ni si Canadá todavía tiene un gobierno central en Ottawa o en cualquier otro lugar.

## Grupos

### Los Rebeldes
Los rebeldes son una lucha de facciones en contra de la milicia Monroe. Profesan estar luchando para restaurar los Estados Unidos de América. Comenzaron a trabajar con la Federación de Georgia, que suministra a los rebeldes con más armas y tropas. Dada la destrucción tanto de Filadelfia y Atlanta, y la ausencia de Monroe, se desconoce el estado de los rebeldes.

### Los Patriotas
Los Patriotas son un misterioso grupo que dicen ser los antiguos miembros del gobierno de los Estados Unidos. En el final de la primera temporada, se revela que Randall Flynn ha estado trabajando para los patriotas, un grupo que supuestamente incluye el último presidente de los Estados Unidos y los restos del último gobierno de EE. UU., que han estado protegiendo en una base de la Bahía de Guantánamo. En la segunda temporada, llegan reclamando territorio de EE. UU. después de una ausencia de dieciséis años y están contratando a cazarrecompensas para atrapar a Monroe y Rachael Matheson, entre otros. Son responsables de las bombas nucleares que cayeron al final de la primera temporada, y que enmarcan a Monroe por los ataques nucleares. Si los Patriotas representan una verdadera continuación del gobierno de los EE. UU. ha sido cuestionada por el Mayor Neville. Sus documentos oficiales están marcadas con un símbolo parecido al Ojo de la Providencia.
Ellos han demostrado ser crueles, egoístas, violentos, brutales, y engañosos, como se demuestra en su flagrante abuso de la confianza de la gente en Willoughby. Los Patriotas son dirigidos por el Presidente de los Estados Unidos, Jack Davis. En el episodio Exposition Boulevard, se revela que el presidente Jack Davis había sido el Secretario de Defensa de EE. UU. antes del apagón. También se revela que tanto el presidente original y el Presidente de la Cámara habían muerto cuando el avión presidencial se estrelló. El Secretario Davis luego organizó un golpe de Estado para matar al vicepresidente, lo que le permitió ascender a la presidencia. Poco se sabe sobre el presidente del Senado, Protémpore o de los Secretarios de Estado y del Tesorero, todos los cuales se le han precedido en la línea presidencial de Estados Unidos, ni sobre cualquier otro miembro del gabinete que no estaban en el Air Force One, pero se presume que están muertos. Cuando Davis y los otros miembros del gobierno de EE. UU. llegaron a Cuba, el anunció su plan para comenzar una dictadura brutal para fundar un "Nuevo Orden de los Siglos". Ellos son los principales antagonistas de la temporada 2.

## Producción
El productor ejecutivo J. J. Abrams le dijo a blog con complejo de héroe Los Ángeles Times, que el creador de la serie Eric Kripke "vino a nosotros con una idea que era innegablemente buena. Fue una gran premisa para una serie que se trataba de ese sentimiento de la miseria que se sentiría si has tenido la oportunidad de ser parte de eso y no se aprovechó de ello. Estoy muy entusiasmado con ese show. Es así que obviamente el verdadero negocio, y estamos realmente afortunado y honrado que quería colaborar con nosotros en él".
La serie — fue descrita por sus creadores como "aventura de acción romántica y ciencia-ficción" —. Debutó en los Estados Unidos el 17 de septiembre de 2012. En octubre de 2012, la NBC anunció que renovaría la serie por nueve episodios más después de lograr un promedio de 9.8 millones de espectadores en los tres primeros episodios. Después del 26 de noviembre de 2012 Revolución tomó un descanso por las vacaciones de Navidad y para ponerse al día en posproducción. Después de esto, el programa se reanudó en emisión el 25 de marzo de 2013 para los episodios restantes de la temporada 1.
El papel de Rachel Matheson era de Andrea Roth originalmente, hasta que fue sustituido por Elizabeth Mitchell. Una parte del episodio 4 de la temporada 1 fue filmada en Freestyle Music Park en Myrtle Beach, en Carolina del Sur. Eric Kripke dijo: "Definitivamente me gustaría saber a dónde va la serie, sé lo que es la primera temporada, tengo una idea muy sólida sobre lo que es la segunda temporada, y estoy empezando a pensar en ideas para la tercera temporada, toco madera... ". Revolution fue renovada para una segunda temporada completa de 22 episodios, en abril de 2013. La producción de la segunda temporada se movió a Austin, Texas.

## Episodios
| Temporada | Temporada | Episodios | Estreno                  | Final              | Lanzamiento en DVD (EE. UU.) | Lanzamiento en DVD (EE. UU.) | Lanzamiento en DVD (EE. UU.) |
| Temporada | Temporada | Episodios | Estreno                  | Final              | Región 1                     | Región 2                     | Región 4                     |
| --------- | --------- | --------- | ------------------------ | ------------------ | ---------------------------- | ---------------------------- | ---------------------------- |
|           | 1         | 20        | 17 de septiembre de 2012 | 3 de junio de 2013 | 3 de septiembre de 2013      | 30 de septiembre de 2013     | 25 de septiembre de 2013     |
|           | 2         | 22        | 25 de septiembre de 2013 | 21 de mayo de 2014 | —                            | —                            | —                            |

## Emisión y horarios
| Temporada | Horario           | Episodios | Estreno                  | Estreno              | Final              | Final              | Temporada Televisiva | Ranking | Espectadores (en millones) | Live + DVR Espectadores |
| Temporada | Horario           | Episodios | Fecha de inicio          | Audiencia de Estreno | Fecha de final     | Audiencia de Final | Temporada Televisiva | Ranking | Espectadores (en millones) | Live + DVR Espectadores |
| --------- | ----------------- | --------- | ------------------------ | -------------------- | ------------------ | ------------------ | -------------------- | ------- | -------------------------- | ----------------------- |
| 1         | Lunes 10:00 PM    | 20        | 17 de septiembre de 2012 | 11.65                | 3 de junio de 2013 | 6.17               | 2012–13              | #33     | 10.53                      | 10.81                   |
| 2         | miércoles 8:00 PM | 22        | 25 de septiembre de 2013 | 6.81                 | 21 de mayo de 2014 | TBD                | 2013–14              | TBA     | TBA                        | TBA                     |

En Canadá, se emite simultáneamente con el estreno en Estados Unidos, on City tv. En Australia se estrenó en septiembre de 2012 por Fox8 y se re-transmite gratis por Nine y Go! desde noviembre de 2013. Se estrenó el 16 de octubre de 2012 en Nueva Zelanda por TV2. La serie está siendo emitida por DSTV en África del sur y no el resto de África vía satélite; esta atrasado una semana que en Estados Unidos. En el Reino Unido, la serie comenzó por Sky 1 desde el 29 de marzo de 2013. El episodio "The Plague Dogs" fue visto por 1.191 millones de espectadores en reino unido, con un adicional de 123,000 espectadores en +1. El episodio "Soul Train" fue visto por 1.058 millones de espectadores de reino unido, con un adicional de 172,000 espectadores on +1. En México se estrenó durante 2013 en el canal 5 (México)

## Recepción crítica
La primera temporada en la actualidad tiene una puntuación Metacritic de (64/100) basada en 32 comentarios, indicando críticas generalmente positivas. Glen Garvin de The Miami Herald describió la serie como "una aventura grande, audaz y descarada, unos vaqueros e indios y la historia de los últimos tiempos". Dorothy Rabinowitz de The Wall Street Journal elogió la calidad de la producción del piloto: "Si la calidad de este, tan irresistible en su vitalidad y suspenso, no deja de sostener, sus creadores tendrán entregado, por lo menos, una hora muy buena". Ed Bark ha observado que el espectáculo "tiene el aspecto general y la sensación de una característica de gran presupuesto, ofrece algunas escenas de acción consistente buenísimo". algunos han comparado el espectáculo Dies the fire, los Juegos del Hambre, y Lost.
Verne Gay de Newsday, sin embargo, dio al estreno una crítica negativa: "Hay una casi abrumadora ya-ha-sido-visto que sienten que el piloto, que en realidad no ofrece ninguna sugerencia de 'bueno, usted no ha visto esto.'" La segunda temporada recibió críticas más positivas. El sitio web de revisión Rotten Tomatoes reportó un índice de aprobación del 88%, con una calificación promedio de 7.8/10, basado en 8 opiniones.

## Premios y nominaciones
| Año  | Premio                 | Categoría                                                                       | Nominado                          | Resultado |
| ---- | ---------------------- | ------------------------------------------------------------------------------- | --------------------------------- | --------- |
| 2012 | People's Choice Awards | Nuevo drama de TV favorito                                                      | Equipo                            | Nominado  |
| 2012 | Satellite Awards       | Mejor serie de televisión, Género                                               | Revolution                        | Nominado  |
| 2013 | Saturn Awards          | Mejor cadena de series de televisión                                            | Revolution                        | Ganador   |
| 2013 | Saturn Awards          | Mejor actor en televisión                                                       | Billy Burke                       | Nominado  |
| 2013 | Saturn Awards          | Mejor actriz en televisión                                                      | Tracy Spiridakos                  | Nominado  |
| 2013 | Saturn Awards          | Mejor actor de apoyo en televisión                                              | Giancarlo Esposito                | Nominado  |
| 2013 | Emmy Awards            | Efectos Visuales Sobresalientes en un Papel Secundario                          | Episodio: Pilot                   | Nominado  |
| 2013 | Emmy Awards            | Sobresaliente Coordinación Truco para una serie dramática, miniserie o película | Episodio: Nobody's Fault But Mine | Ganador   |
| 2013 | BMI TV Music Awards    | Compositor                                                                      | Christopher Lennertz              | Ganador   |
| 2013 | TV Guide Awards        | Serie nueva favorita                                                            | Revolution                        | Nominado  |